# Z-21威廉·海德坎普号驱逐舰
Z-21“威廉·海德坎普”号（德語：Z 21 Wilhelm Heidkamp）是纳粹德国海军于1930年代末建造的六艘1936型驱逐舰之一，得名于在一战多格浅滩海战中英勇保护大巡洋舰塞德利茨号幸免于难的前德意志帝国海军一级下士威廉·海德坎普。该舰于1937年12月14日开始在不来梅的德希马格威悉船厂铺设龙骨，1938年8月28日下水，至1939年6月20日交付使用，在其整个服役生涯期间都担任旗舰。
第二次世界大战爆发之初，Z-21号曾在斯卡格拉克海峡短暂巡逻，负责检查行经的中立国船舶是否搭载有违禁品。它随后又协助在英国海岸附近布设了四个进攻性雷区，共导致2艘英国驱逐舰、2艘拖网渔船和27艘商船沉没。1940年4月德国入侵挪威期间，该舰在纳尔维克附近击沉了挪威岸防舰埃兹沃尔号，并在4月10日的第一次纳尔维克海战的开场炮击中被击瘫，导致81名船员丧生，延至翌日沉没。

## 设计
Z-21“威廉·海德坎普”号的水线长和全长分别为120米和125.1米，有11.8米的舷宽以及最大4.5米吃水深度；其设计排水量为2,411吨，满载时则可达3,415吨。该舰由两台瓦格纳齿轮传动蒸汽轮机提供动力，各负责驱动一副直径为3.25米的三叶螺旋桨。过热蒸汽则由六台瓦格纳水管锅炉供应，可以输出70,000匹軸馬力（52,000千瓦特）的功率。该舰的设计航速为36節（67每小時），在海试中曾以69,950匹軸馬力（52,160千瓦特）达到37節（69每小時），但从未进行过全速测试。Z-21号最多可贮存739吨燃料油，能够以19節（35每小時）的速度的巡航2,050海里（3,800）。舰只的标准船员编制为10名军官和313名水兵。
该舰装备有五门127毫米34式速射炮，架设在带有炮挡的单装炮座上。其中舰艛的前后各有两门采用背负式布置，第五门则安装在后部舰艛的顶端，并从前到后编为1至5号。防空武器则包括安装在与后部烟囱并排的一对双联装炮座上的四门37毫米30式速射炮和六门单座20毫米30式高射炮组成。此外，该舰还在水上部分的两个四联装动力操纵式底座上安装有八具533毫米鱼雷发射管，每个底座均提供两次重新装填。四个深水炸弹发射器和布雷导轨则安装在艉后部甲板室的两侧，最多可贮存60枚水雷。作为探测潜艇的工具，舰上也搭载有一套称为“群听装置”的被动式水听器，并于1939年底安装了一套主动式声纳系统。

## 历史
Z-21“威廉·海德坎普”号得名于前德意志帝国海军一级下士威廉·海德坎普，他在1915年1月24日的多格浅滩海战中，作为大巡洋舰塞德利茨号上的水泵手，徒手开启通海阀淹没可能发生殉爆的弹药舱时被严重烫伤，从而拯救了舰只。以他命名的新驱逐舰于1936年1月6日由德国国家海军所订购，自1937年12月14日开始在不来梅的德希马格威悉船厂铺设龙骨，建造序列为923。该舰于1938年8月28日下水，至1939年6月20日竣工。Z-21号随即成为时任鱼雷艇首长的海军少将京特·吕特晏斯的旗舰，并于9月下旬在斯卡格拉克海峡巡逻，负责检查行经的中立国船舶是否搭载有违禁品。
1939年10月17日至18日夜间，Z-21号率领Z-16“弗里德里希·埃科尔特”号、Z-17“迪特尔·冯·勒德尔”号、Z-18“汉斯·吕德曼”号、Z-19“赫尔曼·金内”号和Z-20“卡尔·加尔斯特”号前往英格兰东部的亨伯河口附近布设雷区。英国人不知道雷区的存在，就此损失了七艘商船，共计25,825总吨。11月12－13日夜间，Z-21号作为此时新设立的驱逐舰首长、海军上校弗里德里希·邦特的旗舰，在Z-18号、Z-19号和Z-20号的伴行下共同在泰晤士河口布设了288枚磁性水雷。英国人再次没有意识到雷区的存在，损失了布兰奇号驱逐舰和13艘商船，合计48,728总吨。不到一周后，Z-21号又于11月17日至18日夜间与Z-11“贝恩德·冯·阿尼姆”号和Z-19号一同，重新前往泰晤士河口中部布下约180枚磁性水雷。英国驱逐舰吉普赛人号、一艘武装拖网船以及另外七艘总计27,565总吨的船舶都在这片雷区沉没。
继11月27日至12月24日在斯德丁进行改装后，搭乘Z-21号的邦特于1940年1月10日夜晚重新率领Z-4“理夏德·拜岑”号、Z-14“弗里德里希·伊恩”号、Z-16、Z-20号和Z-22“安东·施米特”号，共同出击前往纽卡斯尔水域布雷。期间Z-14号的锅炉发生故障，使其最大航速降至27節（50每小時），不得不由Z-4号护送回德国。最终这个雷区仅造成一艘251吨重的拖网渔船沉没。
1940年2月16日，英国皇家海军在中立的挪威水域扣押了德国油轮阿尔特马克号上被俘的英国水兵，为了报复这次“阿尔特马克号事件”，纳粹海军组织了“诺德马克行动”，在北海北部远至设得兰群岛搜寻同盟国商船。其中Z-21号和Z-20号于2月18日至20日期间负责为战列舰沙恩霍斯特号、格奈森瑙号以及重巡洋舰希佩尔将军号提供护航。

### 挪威战役

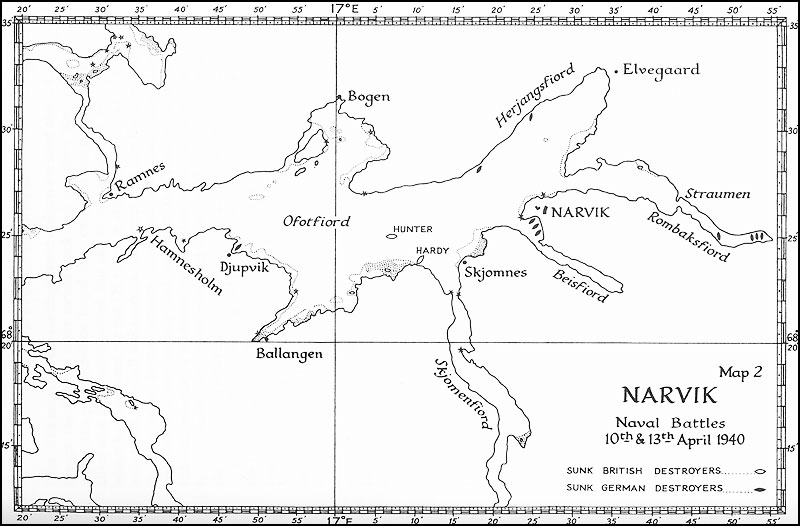
奥福特峡湾地图

在1940年4月“威悉演习行动”的挪威战役期间，该舰司职第一集群的旗舰，受此时已晋升为海军准将的邦特指挥，任务是运送第139山地猎兵团和第3山地师的指挥人员夺取纳尔维克。相关舰只于4月6日开始装载部队，并于第二天启航。4月9日，Z-21号在试图让老旧的挪威岸防舰埃兹沃尔号投降无果后，发射鱼雷击沉了对方。之后，它在没有遭遇抵抗的情况下让部队在纳尔维克登陆，继而通过补给舰扬·韦勒姆号进行加油。邦特本打算让他的旗舰在夜间巡逻峡湾，但第3山地师师长、爱德华·迪特尔准将却要求Z-21号号留在港湾，以便于陆军和海军之间的协调，并增进两者指挥官的沟通。
4月10日黎明后不久，当英国第2驱逐区舰队的五艘驱逐舰——哈迪号、浩劫号、亨特号、热刺号和英雄号出现时，Z-21号正系泊在扬·韦勒姆号船艉。该舰在被哈迪号第一轮齐射的鱼雷击中，引爆了舰艉弹药舱。爆炸将它的艉部炮抛向空中，导致包括邦特在内的81名官兵阵亡。尽管Z-21号的舰艉已陷入水中，但其时任舰长、海军少校汉斯·埃德门格中校仍设法将舰只系泊在附近的一艘瑞典货船上。它延至翌日便倾覆，但在此之前，舰上的鱼雷已被转移到仍然可用的驱逐舰上。该舰的幸存者随后则与岸上的其他幸存者组成了一支临时的海军步兵部队。